# مصطفی آزادزوی
مصطفی آزادزوی (زادهٔ ۲۴ ژوئیهٔ ۱۹۹۲) بازیکن فوتبال پست هافبک اهل افغانستان است.
از باشگاه‌هایی که در آن بازی کرده‌است می‌توان به باشگاه فوتبال چیانگرای یونایتد اشاره کرد.
وی همچنین در تیم ملی فوتبال افغانستان بازی کرده‌است.